# Ulica Rzeźnicza we Wrocławiu

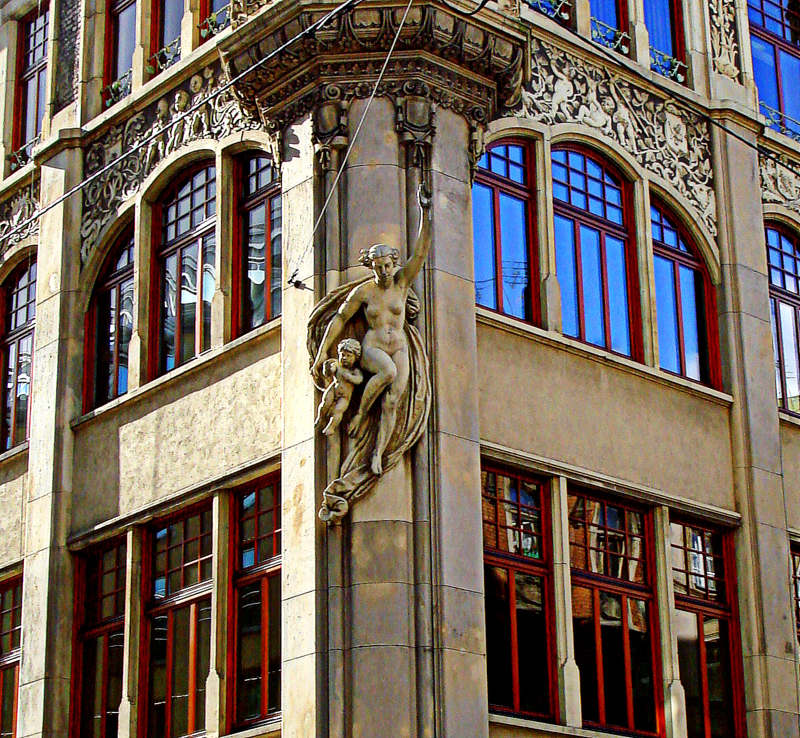
Figura Victorii z amorkiem na kamienicy u zbiegu ul. św. Mikołaja i ul. Rzeźniczej

Ulica Rzeźnicza we Wrocławiu - jedna z ulic w średniowiecznym ścisłym centrum miasta (wewnątrz linii wewnętrznych murów miejskich), równoległa do zachodniej pierzei Rynku. Łączy ulicę Ruską na południu z ulicą Łazienną na północy, przecinając w połowie swej długości ulicę św. Mikołaja; liczy łącznie ok. 280 metrów długości.

## Historia
W przeszłości właścicielami posesji przy tej ulicy (pierwotnie bezimiennej) byli m.in. rzemieślnicy zajmujący się ubojem i obróbką mięsa. Historyczna nazwa Büttnergasse („Zaułek Bednarski”) była stosowana dopiero od około XVI wieku (pierwszy raz wzmiankowana w 1502), wymiennie z Kuttlergasse (ta nazwa pojawiała się ok. 1490; od Kuttelhof, najstarszej w mieście – z XIII wieku – dużej ubojni i rzeźni, znajdującej się nad samą Odrą, przy skrzyżowaniu Rzeźniczej i Łaziennej). Na planie z 1562 roku odcinek południowy (między Ruską i Mikołaja, w tzw. Kwartale Kupców, gdzie właścicielami byli ludzie o średnim statusie majątkowym) określany jest jako Büttnergasse, a północny (w Kwartale Rzeźników, gdzie na ogół mieszkali ubożsi) jako Fleischergasse (dosłownie: „Rzeźnicka”).
Aż do drugiej połowy XIX wieku (w tym czasie cała ulica nosiła już nazwę Büttnerstraße) przy domach na odcinku północnym (posesje od numeru 15 do 19 oraz 21 i 22; dziś już one nie istnieją) znajdowały się obory i magazyny związane z rzeźnią.
Obecnie przy ulicy Rzeźniczej znajduje się m.in. Wrocławski Teatr Współczesny (pod numerem 12), budynek handlowo-usługowy przy ul. Rzeźniczej 32/33, Gmach Towarzystwa Kredytowego (nr 28/31). Przy zbiegu z ulicą Nowy Świat stoi rzeźba - „Krzesło” wg projektu Tadeusza Kantora.
W II połowie XIX w. na parterze pod nr 24-25 mieścił się kantor (biuro handlowe) wytwórni spirytualiów firmy Gebr. Levy & Comp. in Breslau z ul. Długiej (daw. Lange-Gasse) - jej właścicielem był Emanuel Levy, którego grób rodzinny został zlokalizowany na cmentarzu żydowskim przy ul Ślężnej we Wrocławiu . Firma ta zamieszczała w dolnośląskiej prasie ogłoszenia w sprawie skupu owoców leśnych. Obecnie mieści się tam lokal gastronomiczny - najpierw była to kawiarnia „Melpomena”, później m.in. restauracja „Jadka” i „La Scala”, a od 2024 r. „La Colonna”.

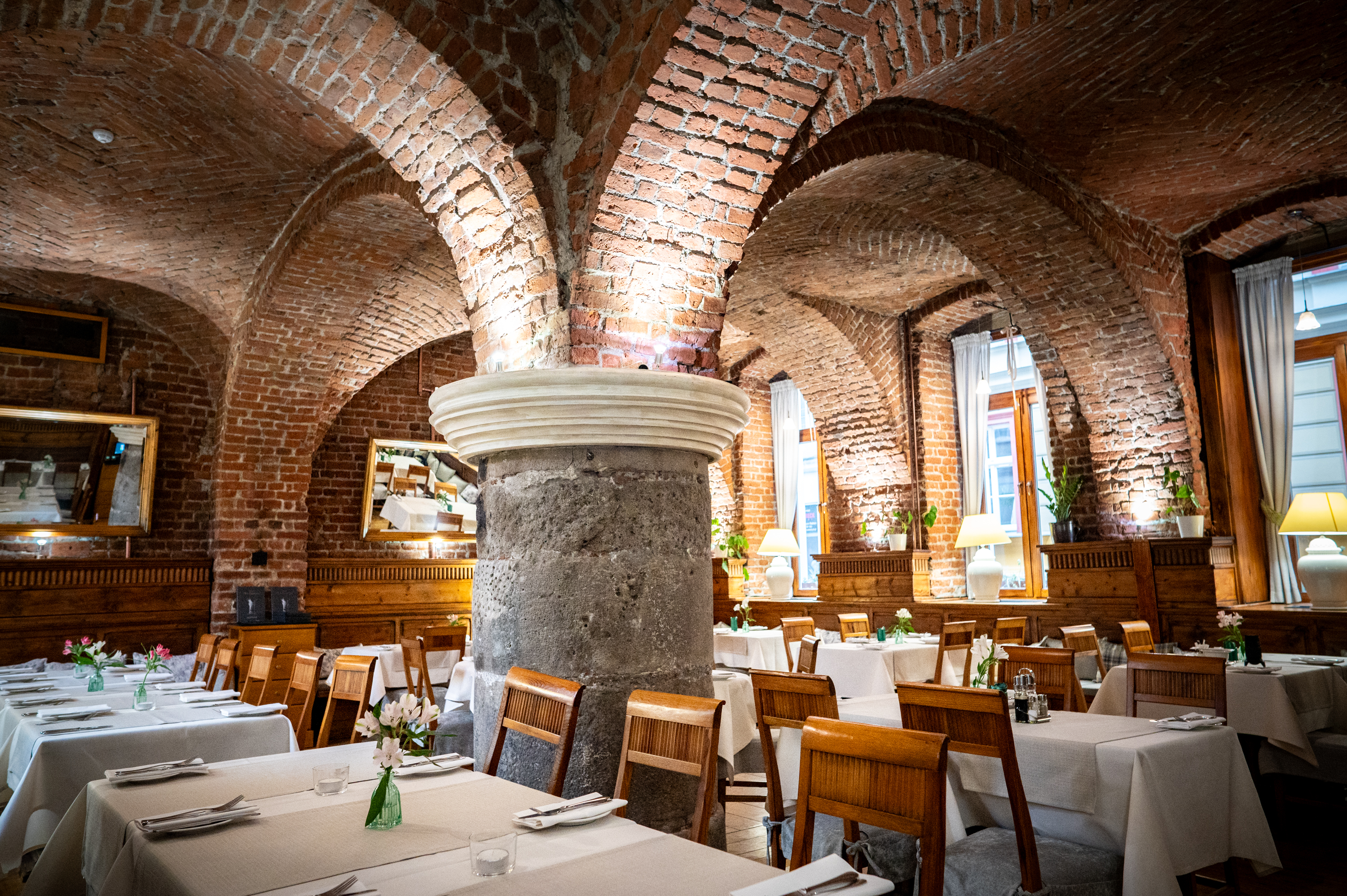
Wnętrze restauracji „La Colonna”, Wrocław, 2025

## Zabytkowe kamienice przy ulicy Rzeźniczej
- Numer 2
- Numer 3
- Numer 4